# شهین پزشکی
شهین ابراهیم زاده پزشکی(۱۳۳۷ مشهد) هنرمند و پژوهشگر دوخت‌های سنتی ایران است. وی به شیوه دوخت هنرهای در رشته‌های مختلف سوزن دوزی از جمله: سرمه دوزی، ابریشم دوزی، پته دوزی، تکه دوزی، گلابتون دوزی و... تسلط دارد و همچنین دارای مدرک درجه یک هنری در رشته دوخت‌های سنتی ایران می‌باشد. برای اولین بار در ایران برای کلیه دوخت‌ها و رشته‌های دوختی الفبایی تدوین نموده و این روش‌های خاص سبب شده که علاقه‌مندان به هنر سوزن دوزی بتوانند به راحتی بر طبق علاقه خود رشته مورد نظر خود را فراگیرند. وی نویسنده هفت روش استاندارد آموزشی در رشته‌های سرمه دوزی درجه یک، سرمه دوزی درجه دو، تکه دوزی درجه یک، شبکه دوزی، گلابتون دوزی، ابریشم دوزی و تزئینات کلاسیک و مدرن لباسهای امروزی است.

## کتاب‌ها
- آموزش سرمه دوزی (چاپ هفتم)
- طرح‌هایی برای سوزن دوزی[۱]
- آموزش و پژوهش ابریشم دوزی‌های ایران (در دست چاپ فرهنگستان هنر)
- آموزش تکه دوزی به روش مدرن با طرح‌های سنتی (پژوهشکده آموزش فنی و حرفه ایی کشور)
- آموزش سرمه دوزی درجه یک (پژوهشکده آموزش فنی و حرفه ایی کشور) [۲]
- گلابتون دوزی‌ها (پژوهشکده آموزش فنی و حرفه ایی کشور)
- شبکه دوزی‌ها آموزش و پژوهش (پژوهشکده آموزش فنی و حرفه ایی کشور)

### مقالات
بیست مقاله پژوهشی در نشریه‌های فرهنگی و هنری از وی منتشر شده و مقاله‌های در نشریه "رشد آموزش هنر" از آن جمله‌است.

## جایزه و افتخارات
- دریافت گواهینامه بین‌المللی از نمایشگاه اکسپوی ۲۰۰۷ نایروبی، کنیا
- دریافت دیپلم افتخار از مجتمع فرهنگی و هنری الحمرا دانشگاده هنر NCA و گالری هنری دانشگاه پنجاب شهر لاهور
- دریافت مدرک درجه یک هنری از سوی شورای عالی انقلاب فرهنگی
- دریافت گواهینامه از موزه ملی جاکارتا (اندونزی جهت برگزاری پوشاک محلی و سوزن دوزی‌های ایران)
- دریافت گواهینامه از دبیر خانه سازمان منطقه آ اس آن جهت برگزاری شب فرهنگی ایران در جاکارتا
- صنعت گر نمونه استان خراسان رضوی سال ۷۱
- هنرمند برگزیده استان خراسان از سوی سازمان میراث فرهنگی سال ۸۱
- دریافت لوح افتخار برای مقاله «سُندوس دوزی یا خامه دوزی بیرجند» در همایش گنجینه‌های از یاد رفته سال ۱۳۸۶[۳]
- پژوهشگر برتر استان خراسان رضوی در سال ۹۰ [۴]

## ایده‌ها
وی عقیده دارد که فرم سرو استفاده شده در نمادهای هخامنشی متفاوت با طرح سروی است که در پارچه‌های ایرانی استفاده می‌شود و قامت کشیده و بلند سرو در طی سال‌ها به تدریج خمیده شده بطوری‌که پس از مدتی به جقه همایونی تبدیل شده‌است. همچنین نقش‌های شاخ قوچ، گردونه خورشید، گل چهار پر (نماد چهار عنصر اصلی طبیعت شامل آب، باد، خاک و آتش) و نقوش ساده پرندگان در حال پرواز توانسته در دوره‌های مختلف تاریخی و مذهبی به نسلهای بعدی انتقال یابد.
در پژوهشهایی که انجام داده دریافته که لندره دوزی نوعی از سوزن دوزی و در حقیقت هنر معرق پارچه‌است که همراه با نقوش ایرانی و طرحهایی همانند گل‌های شاه عباسی، ختایی و اسلیمی در شمال ایران مرسوم بوده ولی در حال حاضر اطلاعات بیشتری از آن در دست نیست. وی در چگونگی استفاده از ۶ رنگ سنتی و اصلی ایران (لاکی، لاجوردی، نیلی، سفید، گلناری، آتشی و ماشی) عقیده دارد که این رنگها همواره مورد استفاده بوده‌اند ولی نحوه استفاده از آن‌ها در منطقه‌های مختلف جغرافیایی ارتباط مستقیمی با روحیه افراد همان منطقه داشته‌است.

## نمایشگاه‌ها
در چهارده نمایشگاه انفرادی در داخل کشور شرکت داشته‌است.
- نخستین نمایشگاه انفرادی به مناسبت هفته صنایع دستی نگارخانه میرک مشهد سال ۱۳۷۳
- برگزاری نمایشگاه انفرادی به مناسبت روز جهانی جهانگردی سال ۱۳۷۳
- هفتمین نمایشگاه بزرگ ایرانگردی و جهانگردی و برپایی غرفه‌های میراث فرهنگی مرداد نمایشگاه بین‌المللی مشهد سال ۱۳۷۴
- نمایشگاه ایرانگردی و جهانگردی شیراز سال ۱۳۷۶
- نمایشگاه «ارایه پوشاک محلی خراسان» در جزیره کیش سال ۱۳۷۸
- نمایشگاه انفرادی در نگارخانه میرک مشهد سال ۱۳۷۸
- نخستین اوّلین همایش بانوان هنرمند هنرهای سنتی استان خراسان سال ۱۳۷۹
- نمایشگاه انفرادی به مناسبت روز جهانی جهانگردی سال ۱۳۸۰
- دومین نمایشگاه سراسری صنایع دستی ایران استان مرکزی سال ۱۳۸۲
- شرکت در همایش بنیاد ایران شناسی در ارتباط به دوخت‌های سنتی ایران سال ۱۳۸۲
- نمایشگاه در لاهور پاکستان در مجتمع فرهنگی و هنری الحمرا دانشگاه هنر NCA و گالری هنری دانشگاه پنجاب شهر لاهور سال ۱۳۸۲
- سوّمین نمایشگاه بین‌المللی جهانگردی و صنایع دستی سال ۱۳۸۳
- موزه ایران باستان – تهران – نمایشگاه سوزن دوزی‌های ایران از عصر صفویه تاکنون سال ۸۵
- گالری رضوان – مشهد- نمایشگاه ابریشم دوزی‌های مسیر جاده ابریشم سال ۸۸
- گالری پارسه - مشهد – ساویس (نشق سوزن دوزی‌ها و تلفیق آن‌ها در پوشاک مدرن امروزی) سال ۹۰

## نمایشگاه‌های خارجی
- نمایشگاه‌های خارجی در کشورهای قزاقستان، قرقیزستان، ترکمنستان (مرو - عشق آباد)، پاکستان (لاهور - اسلام آباد)، بنگلادش، ترکیه، کنیا، اسپانیا، انگلیس و رومانی شرکت کرده‌است:
- نمایشگاه به مناسبت هفته فرهنگی ایران در عشق آباد و مرو ترکمنستان بهمن ۱۳۸۵.
- نمایشگاه پوشاک و سوزندوزی‌های ایرانی در طرابوزان ترکیه فروردین ۱۳۸۶.
- نمایشگاه پوشاک محلّی و سوزندوزیهای ایرانی به مناسبت هفته فرهنگی ایران در اسلام آباد پاکستان بهمن ۱۳۸۶.
- نمایشگاه در موزه هنرهای معاصر اندونزی در سال ۱۳۹۰.
- نمایشگاه در کتابخانه مرکزی بخارست در رومانی اسفند ۱۳۹۱.

## همکاری با سازمان‌ها
- همکاری با سازمان ایرانگردی و جهانگردی در برگزاری هفته‌های فرهنگی و گرامی‌داشت روز زن
- همکاری با سازمان میراث فرهنگی در بزرگداشت هفته میراث فرهنگی
- همکاری با سازمان صنایع دستی در برگزاری نمایشگاه‌هایی در هفته‌های بزرگداشت صنایع دستی
- همکاری با آموزش و پرورش در آموزش‌های ضمن خدمت تهران و مشهد
- همکاری با سازمان آموزش فنی و حرفه ایی کل کشور در تنظیم و تألیف استاندارهای آموزش و کتاب‌های پژوهشی
- همکاری با سازمان فرهنگ و ارتباطات اسلامی در برگزاری نمایشگاه‌هایی برای هفته‌های فرهنگی ایران در خارج از کشور
- همکاری با سازمان میراث فرهنگی، گردشگری و صنایع دستی در رابطه با ساماندهی هنرمندان استان خراسان

## داوری
- داوری در مسابقات کشوری دانش آموزان کاردانش و فنی و حرفه‌ای در مرکز تربیت معلم کرج
- داور هنرهای سنتی در پژوهشکده میراث فرهنگی، صنایع دستی در تهران